# Ben Vane (Argyll and Bute)
Ben Vane är ett berg i Storbritannien.   Det ligger i kommunen Argyll and Bute och riksdelen Skottland, i den nordvästra delen av landet, 600 km nordväst om huvudstaden London. Toppen på Ben Vane är 916 meter över havet, eller 424 meter över den omgivande terrängen. Bredden vid basen är 3,3 km. Ben Vane ligger vid sjön Loch Sloy.
Terrängen runt Ben Vane är huvudsakligen kuperad.Runt Ben Vane är det glesbefolkat, med 8 invånare per kvadratkilometer. Närmaste större samhälle är Garelochhead, 18,9 km söder om Ben Vane. I omgivningarna runt Ben Vane växer i huvudsak blandskog.